# Señalización cruzada
La señalización cruzada es la comunicación no nerviosa que se da entre los hemisferios cerebrales incluso después de una comisurotomía.
Esta comunicación es muy importante en estos casos, y permite al sujeto actuar de forma coherente en su vida diaria.

- Datos: Q6126598